# Edmond Wells
Edmond Wells es un personaje de ficción creado por el escritor francés Bernard Werber. Es notable por ser el primer personaje que relaciona las diferentes sagas de Werber, cuyos escenarios, sin embargo, no están relacionados. Así, con frecuencia, se le cita en La Trilogía de las Hormigas ("Las hormigas", "El día de las hormigas" y "La revolución de las hormigas"), y aparece por primera vez y directamente en El Imperio de los ángeles (L'Empire des anges), el segundo tomo del Ciclo de los ángeles (Cycle des Anges), luego de nuevo en dos de los tres tomos que forman el Ciclo de los dioses: Nosotros los dioses, El Soplo de los dioses y Misterio de los dioses.
En las novelas de Werber, Wells es el autor de la Enciclopedia del saber relativo y absoluto, obra a menudo citada en las tres sagas con las que se relaciona. Apareciendo en tres libros y es citado en total en siete, Wells es el personaje más recurrente de los creados por el autor.

## Historia del personaje

### Historia antes de "Las Hormigas"
Se trata de un entomólogo eminente especializado en el estudio del modo de vida de las hormigas: comunicación, organización de los hormigueros, distribución mundial de las hormigas. Wells pasó una larga temporada en África.
Este sabio singular y solitario, que mezcla ciencia y espiritualidad, física cuántica y recetas de cocina, recopiló a lo largo de su vida conocimientos sorprendentes que refleja en su Enciclopedia del saber relativo y absoluto.
Muere atacado por avispas porque sale cubierto de feromonas tras unos experimentos y es confundido con una hormiga.
Es llamativo el parecido del nombre con Edward Osborne Wilson, entomólogo real, considerado como uno de los mayores especialistas en hormigas. Edward Wilson también es conocido por sus trabajos sobre sociobiología, tema ampliamente utilizado por Bernard Werber en la serie literaria de "Las Hormigas", describiéndolas como una sociedad civilizada y compleja, a imagen de la de "Los Humanos".

### La trilogía de las Hormigas
Se le menciona con frecuencia en la "Trilogía de Las Hormigas", en la que no aparece físicamente pues al comienzo de la historia él ya ha muerto.
Los miembros de su familia son, sin embargo, personajes protagonistas, como su sobrino Jonathan Wells (en el primer volumen) y su hija Laetitia Wells (en el segundo volumen).

### El Imperio de los Ángeles
Es ángel instructor, y da la bienvenida a Michael Pinson en la obra El Imperio de los ángeles, guiándole durante su aprendizaje como ángel de la guarda. Luego seguirá su periplo y se hará amigo de Michael en la trilogía Nosotros los dioses, en la que acompañará al grupo Theonautas, aunque quedará atrapado en la casa de Atlas. 

### El Ciclo de los Dioses
Edmond Wells aparece junto a Michael Pinson y con su Enciclopedia del saber relativo y absoluto, con los que consigue entrar en el mundo e los dioses. Numerosos dioses maestros declaran a lo largo de la historia haber leído su obra.
Durante la partida del juego de Y (en el que los dioses alumnos deben hacer progresar y evolucionar al pueblo del que son responsables desde la prehistoria hasta los tiempos más avanzados), que se juega en esta trilogía, Edmond Wells decide denominar al pueblo cuyo destino él dirige como los hombres hormiga (aquí volvemos a ver la fascinación que ejercen las hormigas sobre este personaje).
Más adelante, a lo largo de la historia, Edmond Wells se supone que es asesinado y su pueblo, los hombres hormiga, se fusiona con el de Pinson, los hombres delfín.
Nos enteramos más adelante de que el personaje en realidad no ha muerto. Sólo se ha escondido en un bosque de Aeden. Ingenioso y burlón, Wells consigue, después de desaparecer, ayudar a Michael Pinson varias veces.
Al final de Misterio de los dioses, Wells, acompañado por Michael, llega hasta los límites del universo y descubre la auténtica naturaleza del mundo: es el primero en tomar conciencia de que sólo son personajes de novela y que solo viven porque el lector lee sus aventuras.